# The Studio (magazine)
Ne doit pas être confondu avec Studio magazine.

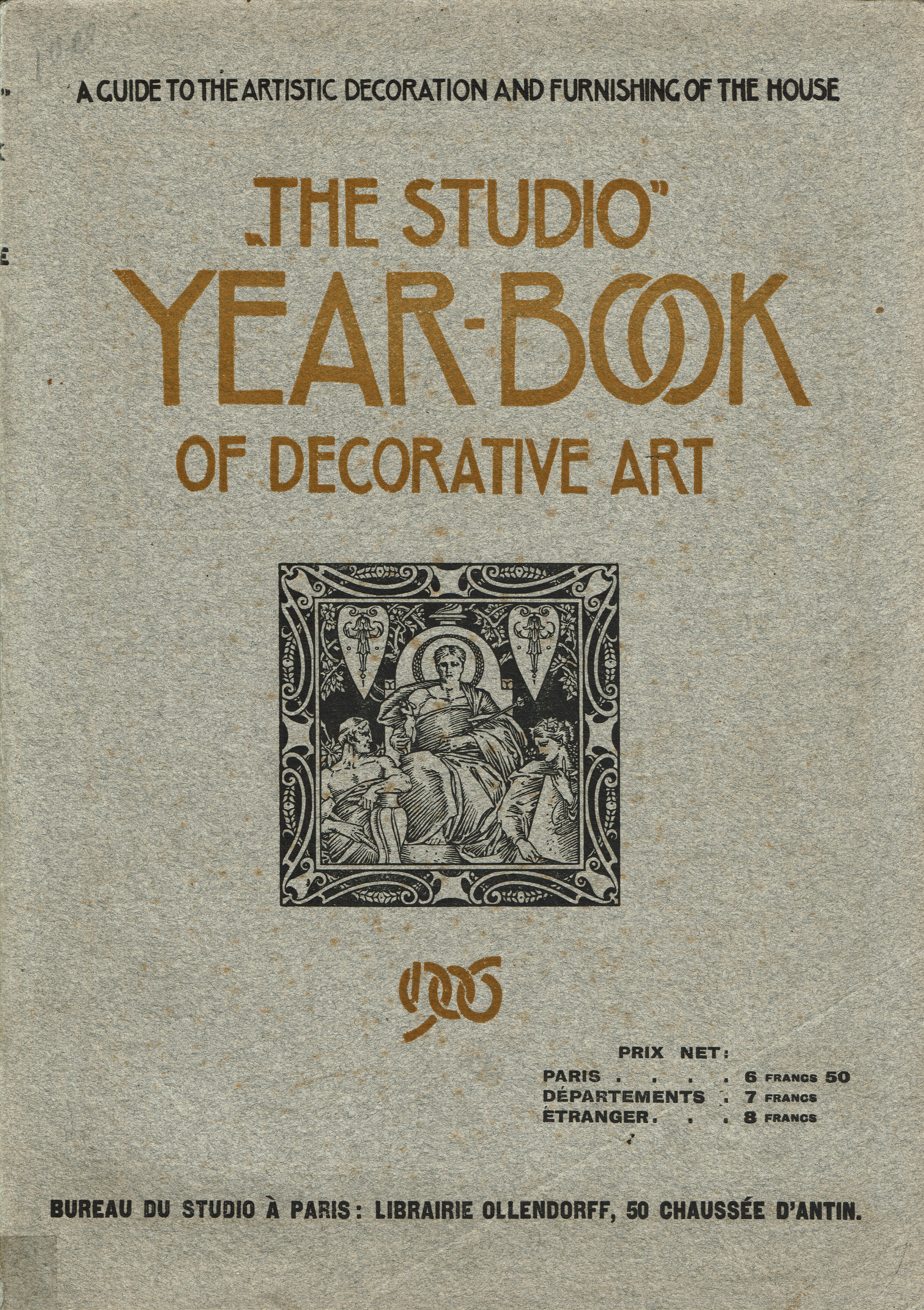
Couverture du premier Annuaire, paru en 1906 (édition française).

The Studio est un magazine mensuel d'origine britannique consacré aux arts, fondé en 1893, qui servit au départ de lien entre les courants Arts & Crafts et Art nouveau et qui connut plusieurs éditions à l'étranger. Continuant à paraître tout au long du XXe siècle, il devient en 1964 le magazine Studio International.

## Histoire du support

### Édition britannique
Baptisé The Studio: an illustrated magazine of fine and applied art (« studio » signifiant ici l'atelier de l'artiste ou de l'artisan), le premier numéro sort à Londres en avril 1893 sous la direction de Charles Holme (1848-1923), un ancien négociant en laine et en tissus. Il recrute comme rédacteur en chef Joseph Gleeson White, ancien contributeur de The Artist, et comme conseiller Lewis Hind, puis, en 1895, à la suite du scandale causé par le procès fait à Oscar Wilde, Holme endosse les deux fonctions en se séparant de ses collaborateurs. Le mensuel est vendu au prix de 6 pences et l'adresse du siège londonien est 16 Henrietta Street (Covent Garden). Plus tard, le prix de vente passe à 1 shilling et le magazine déménagea au 44 Leicester Square : au début de la Seconde Guerre mondiale, les bureaux de Leicester Square sont bombardés et les archives perdues.
Dès le départ, la rédaction annonce sans ambiguïté qu'elle va traiter de sujets contemporains, mêlant arts appliqués et beaux-arts : elle invite Aubrey Beardsley à illustrer la couverture du numéro inaugural, motif qui sera décliné pendant dix ans, et ouvre sur des sujets de fond traitant du courant Arts & Crafts, ce qui permet la diffusion du design anglo-saxon. Le sommaire du premier numéro comporte notamment un essai de Frank Brangwyn sur l'évolution graphique du modernisme catalan, et de Charles Wellington Furse sur les Grafton Galleries.
Le tirage des premières livraisons reste confidentiel mais The Studio, rentable dès avant la fin du siècle grâce à la publicité et ses ventes à l'international, semble avoir exercé pendant les dix premières années de son existence une influence sensible sur la critique et les amateurs européens. Les œuvres de Walter Crane et d'Edward Burne-Jones, les travaux de Charles Rennie Mackintosh et Charles Voysey furent notamment présentés aux lecteurs. Le critique Herbert Read considère que The Studio fut à cette époque un « moyen de communication international entre les artistes ». Y furent imprimées, du moins les premières années, de nombreuses gravures en hors-texte en différents tons. En Allemagne, Jugend lancé en 1896, s'en inspire tandis qu'en France, l'année suivante, Art et décoration semble en être l'équivalent : ces trois revues se révèleront en définitive assez conservatrices, restant hermétiques aux courants expressionnistes ou au cubisme, concédant cependant quelques pages au Salon d'automne de 1907, et faisant montre d'un cosmopolitisme généreux.
De nombreux suppléments et numéros spéciaux furent publiés. Par exemple, à partir de 1906, parut The Studio Year-Book of Decorative Art, une publication annuelle faisant la part belle à l'architecture, à la décoration intérieure et au mobilier, aux luminaires, textiles, ferronneries et céramiques. Durant les années 1920, cette même édition annuelle mit l'accent sur les nouveaux courants modernistes, issus de la Nouvelle Objectivité, du Bauhaus, de l'Art déco, etc.
Charles Holme se retire en 1919, et son fils, Charles Geoffrey Holme (1887-1954), prend la direction.
Entre avril 1893 et mai 1964, il y eut 853 numéros de l'édition anglaise.

### Éditions à l'étranger

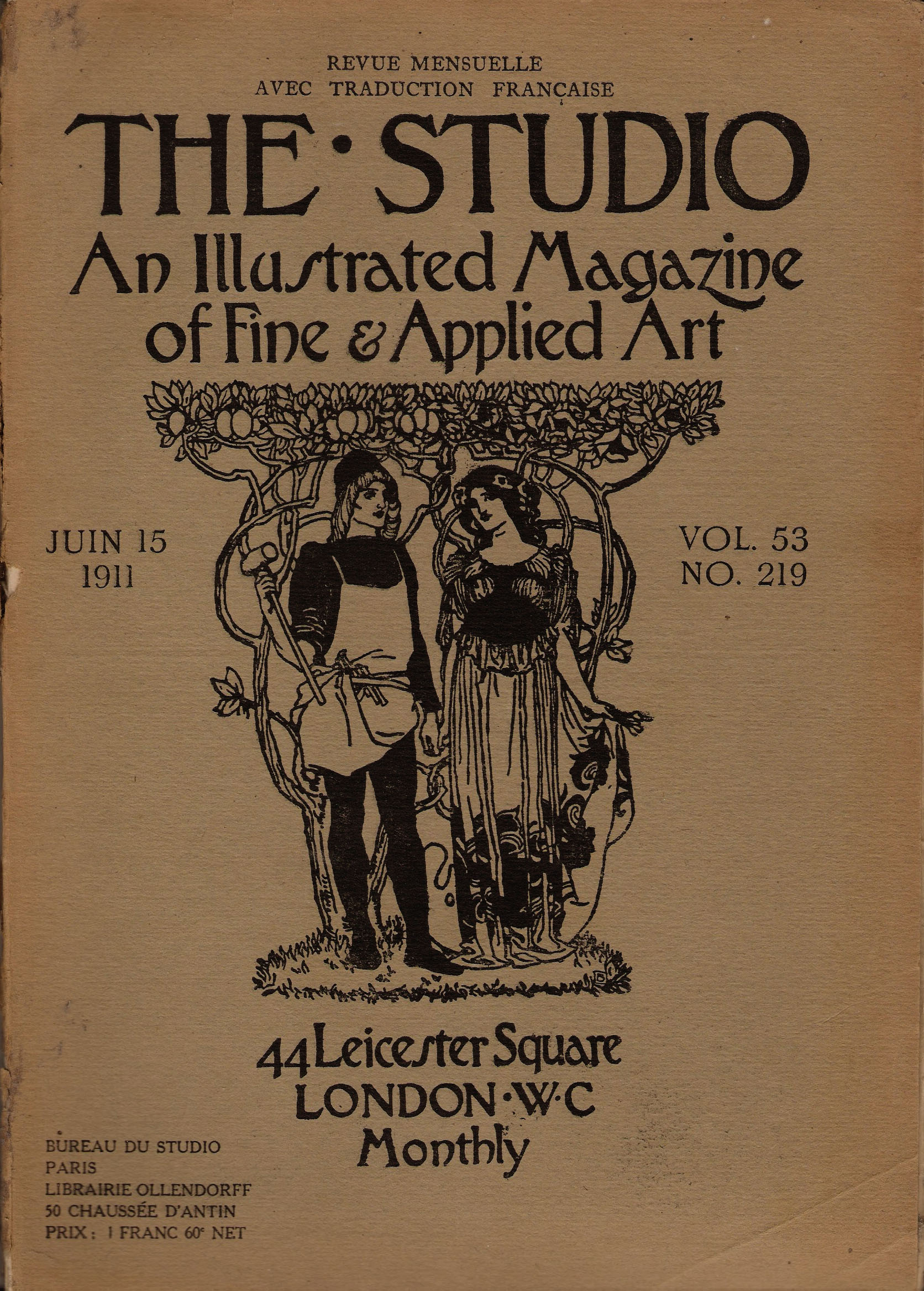
Couverture de l'édition française, publiée à Paris en juin 1911 (no 219) : le dessin est de William Bradley et fut décliné durant toute cette période.

Une édition française fut imprimée et diffusée au prix de 1,60 franc par Paul Ollendorff à partir de 1898 comprenant une couverture légèrement différente et un cahier reprenant les articles anglais traduits. Le correspondant à Paris est Gabriel Mourey, qui est remplacé en 1902 par Henri Fritsch-Estrangin, dit Henri Frantz.
Aux États-Unis, à partir de mai 1897, le titre sortit sous le nom de The International Studio an Illustrated Magazine of Fine and Applied Art, publié par John Lane & Company (New York) jusqu'en 1921, qui édita autrefois à Londres  The Yellow Book. Le contenu est différent, ainsi que le traitement graphique des couvertures, car la rédaction est indépendante, même si elle reprend parfois des articles publiés à Londres. En 1931, John Lane Co., qui avait été rachetée en 1922 par Dodd, Mead and Company, cède définitivement le titre au groupe propriétaire du magazine The Connoisseur édité par Fred Roe (en) (i.e. F. Gordon Roe).
D'autres éditions furent lancées, la licence ayant été concédée au cours des années 1920, par exemple pour la Tchécoslovaquie (édité à Prague).

## Studio International
L'édition anglaise fut refondue en 1964, tout en conservant la même numérotation de série, sous le nom de Studio International : ce magazine d'art contemporain a célébré en 1993 son centenaire en rendant hommage à son illustre ancêtre (volume 201, no 1022-1023), puis a cessé de paraître avant de lancer une formule uniquement en ligne en 2000.